# Błażej Podleśny
Błażej Podleśny est un joueur polonais de volley-ball né le 13 septembre 1995. Il joue de passeur. Pour la saison 2018/2019, il est dans l'équipe tchèque VK Ostrava.

## Palmarès

### Clubs
Championnat de République tchèque :
- 2019